# Roca del Pubill
La Roca del Pubill és una roca de 1.123,9 metres del terme actual de Conca de Dalt, pertanyent a l'antic municipi de Claverol, dins de l'antic enclavament dels Masos de Baiarri.
És al nord del lloc on hi havia els Masos de Baiarri. La Pista nova de Baiarri hi fa tota la volta, per tal de guanyar alçada i accedir al nivell on es troben els Masos de Baiarri.